# 제단자리 뮤 b
제단자리 뮤 b(또는 HD 160691 b)는 제단자리 방향으로 지구로부터 약 50.6광년 떨어진 곳에 있는 외계 행성이다. 이 행성의 질량은 적어도 목성의 1.5배 정도이다. 공전 주기는 643.25일이다. 2002년 12월 12일 발견 사실이 공표되었으며, 발견 당시에는 이 행성의 궤도가 크게 찌그러져 있는 것으로 알려졌다. 그러나 이후 행성들이 추가로 발견되었으며 공전 궤도 추측도 이심률이 보다 적은 쪽으로 교정되었다. 행성 자체는 단단한 표면이 없는 가스 행성일 것으로 보이며 항성으로부터 약 1.497 천문단위 떨어져 있다. 거리상으로 생명체 거주가능 영역 내를 돌고 있는데, 이 거리 내에서는 물이 액체 상태로 존재할 수 있다. 만약 b 주위를 지구 정도로 무거운 위성이 돈다면 외계 생명체를 품을 수 있을 것이다. 다만 생명체가 태어나는 데는 충분한 자외선이 필요한데, b의 거리는 다소 먼 것으로 보인다. 게다가 지구 정도 크기의 위성이 가스 행성 주위에서 형성될 수 있는지의 여부도 아직 불확실하다.